# In-A-Gadda-Da-Vida
In-A-Gadda-Da-Vida är en låt av den amerikanska musikgruppen Iron Butterfly, skriven av gruppmedlemmen Doug Ingle. Låten namngav gruppens andra studioalbum In-A-Gadda-Da-Vida 1968 och tog med sina 17 minuter i speltid upp hela skivsida två på vinylutgåvorna. Inspelningen innehåller sång i början och slutet, men är till stor del instrumental. En kraftigt förkortad version utgavs som singel och kom att bli gruppens enda hitsingel i USA. Denna utgavs också i några europeiska länder, dock inte Storbritannien. I Europa blev den populärast i Nederländerna där den nådde plats 7 på singellistan.
Låten förekom 1995 i ett avsnitt av The Simpsons där karaktären Bart lurar pastor Lovejoys kyrkobesökare att sjunga den 17 minuter långa låten som psalm under titeln "In the Garden of Eden" av I. Ron Butterfly.

## Listplaceringar
| Lista (1968)  | Position               |
| ------------- | ---------------------- |
| Kanada        | 43 (RPM)               |
| Nederländerna | 7                      |
| USA           | 30 (Billboard Hot 100) |